# لوئیس بنیتز
لوئیس بنیتز (اسپانیایی: Luis Benítez‎؛ زادهٔ ۱۴ فوریهٔ ۱۹۸۵) بازیکن فوتبال اهل آرژانتین است. 

## باشگاهی
از باشگاه‌هایی که در آن بازی کرده‌است می‌توان به باشگاه فوتبال راسینگ کلوب آویاندا اشاره کرد.